# 구기차
구기차(枸杞茶)는 말린 구기자나무 열매나 잎으로 만든 한국과 중국의 전통차이다. 전통적으로 차는 어린 구기자나무 잎으로 만들어졌다. 오늘날에는 다자란 잎이나 열매를 사용하는 것이 더 일반적이다. 열매로 만든 차는 구기자차(枸杞子茶)라고 부르며 잎으로 만든 차는 구기엽차(枸杞葉茶)로 부른다.

## 같이 보기
- 전통차